# Atomtömeg
Az atomtömeg egy adott kémiai elem 1 darab alapállapotú atomjának (pontosabban izotópjának) a tömegét jelenti. Nem összekeverendő a relatív atomtömeggel, amely a kémiai elem atomjának átlagos tömege. Az elemek legtöbbjének vannak izotópjai, melyek atomtömegének előfordulási arány szerint súlyozott átlaga megadja a relatív atomtömeget. A mesterségesen előállított elemeknek általában csak egyetlen izotópja ismert, ezért azok relatív atomtömege egész szám. A tömegszám egy másik gyakori fogalom, amivel össze szokás keverni az atomtömeget. A proton és a neutron tömege közötti különbségek, illetve az elektronok tömegének figyelembevétele miatt a tömegszám nem egyenlő se az atomtömeggel, se a relatív atomtömeggel.

## Atomtömeg
Egy adott atom tömege a protonok, neutronok és elektronok nyugalmi tömegének és a tömegdefektusnak az összege. Az IUPAC megfogalmazásában az atomtömeg egy alapállapotú atom nyugalmi tömege, melyet általában egységes atomi tömegegységben adnak meg. Jele ma.

## Relatív atomtömeg
Az IUPAC meghatározásában a relatív atomtömeg az atom átlagos tömegének az egységes atomi tömegegységhez mért aránya. Jele: Ar.
Mivel az atomok parányi, 100 pm (10−10 m) nagyságrendű anyagi részecskék, tömegük rendkívül kicsi. Ez megadható grammban vagy kilogrammban, például a legkönnyebb elemnek, a hidrogénnek egyetlen atomja 1,67 ·10−27 kg. Ilyen kis számokkal azonban nehéz dolgozni, ezért bevezették a relatív atomtömeget. Ennek egysége az ATE (atomi tömegegység), ami a 12C izotóp tömegének az 1/12-ed része: 1,66 ·10−27kg. Ez közelítőleg egy proton, vagy egy neutron tömege.

A relatív atomtömeg egy viszonyszám, amely megmutatja, hogy adott elem atomjának átlagos tömege hányszor nagyobb a 12C-izotóp tömegének 1/12-ed részénél. A relatív atomtömeg legtöbbször törtszám, kiszámításánál ugyanis figyelembe veszik az adott kémiai elemet alkotó izotópok atomtömegét és azok előfordulásának százalékos arányát.
A relatív atomtömeg fogalma sem helyettesíthető a tömegszám fogalmával. A tömegszám ugyanis az adott izotóp protonszámának valamint neutronszámának összegével egyenlő. A relatív atomtömeg viszont az adott kémiai elem izotópjainak átlagos tömege, figyelembe véve azok előfordulási arányát.

### Változás az SI-mértékegységrendszer megújítása következtében
A hagyományos mértékegységek a hidrogén, illetve a 12-es tömegszámú szénatom tömegén alapultak. Ez 2019-ben olyan módon változott, hogy a mol mértékegység kizárólag az Avogadro-szám függvénye. Ezáltal a fentieket az atomok és molekulák darabszáma alapján határozzák meg. Például az atomi tömegegység az Avogadro-szám reciproka (a gyakorlatban inkább annak ezredrésze).

## Hasonló szócikkek
- Moláris tömeg
- Molekulatömeg